# Republic Records
Republic Records es un sello discográfico estadounidense que opera como una división de Universal Music Group. El sello fue fundado por Monte Lipman y Avery Lipman en 1995; más tarde se integró al Universal Motown Republic Group (UMRG) en 1999. Después de la separación de Motown de Universal Motown Records, UMRG fue cerrada y el sello se reencarnó temporalmente como Universal Republic Records en 2006. Finalmente en 2012 volvió a su nombre original y volvió a ser una disquera independiente. 
Desde su cambio de Universal Republic Records a ser un sello independiente dentro de la UMG, pasó a ser uno de los sellos principales del grupo, junto a Interscope y Island. Según Mediabase, Republic Records fue el sello discográfico que más creció en 2012. Desde su renovación, Republic ha logrado conseguir 23 sencillos de diamante por la Recording Industry Asociation of America y 35 éxitos número 1 en la lista Billboard Hot 100 de los Estados Unidos, todo esto en tan solo una década.
Republic Records actualmente trabaja con artistas como Ariana Grande, Anitta, Taylor Swift, Conan Gray, Colbie Caillat, Akon, Lil Wayne, Nelly, Demi Lovato, Jessie J, The Weeknd, Hailee Steinfeld, Nicki Minaj, Post Malone, Jonas Brothers, Honor Society, Lorde, Drake, Mika, Nickelback, Weezer, Sofia Carson, DNCE, Nick Jonas, Liam Payne, Zendaya y Julia Michaels. Además de acuerdos de distribución con grupos de K-pop como TXT, Twice, (G)I-DLE, Stray Kids e Itzy.

## Historia
De acuerdo a los hermanos Lipman, Republic Records fue concebida mientras estaban sentados junto a la mesa de la cocina de su apartamento.
Frustrado por las limitaciones de ser un sello independiente con un personal muy reducido, los hermanos Lipman aceptaron una oferta de Universal. El sello recién nombrado Republic Records se formó en 1995 como un subsello de MCA Geffen Records. Avery Lipman dijo a HitQuarters que la pareja era un "completo desastre", diciendo: "Nuestras ideas y la visión no encajaban con la discográfica. Nosotros no confiamos en nuestros propios instintos. Dejamos que otros decidan lo que era correcto para el proyecto".

### Universal Records: 1999–2005
Universal Music Group adquirió de los hermanos Lipman Republic Records como una subsidiaria de propiedad en 1999, y nombró a Monte Lipman como presidente de Universal Records recientemente establecido, y Avery Lipman el director de operaciones; empleados por Doug Morris (presidente de Universal Music Group), y Mel Lewinter (presidente de Universal Records Group). Durante su mandato, los Lipmans convierten a la empresa recién formada en un líder de la industria junto con artistas tales como Nelly, Lil Wayne, Elton John, y co-ventures con Cash Money Records, No Limit Records de Master P, y Sean "Puffy" Combs (Bad Boy Records).

### Universal Republic Records: 2006–2012
En el verano de 2011, se han realizado cambios en Universal Motown Republic Group y Motown Records se separó de Universal Motown Records pasando a formar parte de Island Def Jam haciendo que Universal Motown se disuelva y dejando a sus artistas en Motown o Universal Republic, por lo que Universal Republic quedó solo en Universal Motown Republic Group. A mediados de 2012, la marca volvió a su nombre original, Republic Records, por lo que esta etiqueta desapareció.

### Republic Records: 2012
Universal Republic se disolvió, volviéndose a su antiguo nombre. Todo los artistas del antiguo sello fueron trasladados a Republic Records. El sello ha lanzado álbumes de Lil Wayne, Kid Cudi y Tyga entre otros. El 31 de marzo de 2014, se anunció que Big Machine Records y Republic Records revivieron Dot Records, se anunció que Chris Stacey sería la cabeza de la etiqueta.
El 20 de junio de 2014, se anunció que Republic Records se ha asociado con VH1 para crear la campaña "Make a Band Famous", que recogerá una estrella de la red para aparecer en Republic Records. VH1 y Republic usaron Social Media en esta campaña.